# The Thread That Keeps Us
The Thread That Keeps Us è il nono album in studio del gruppo musicale statunitense Calexico, pubblicato nel 2018.

## Tracce
1. End of the World with You – 3:08
2. Voices in the Field – 3:26
3. Bridge to Nowhere – 3:07
4. Spinball – 1:11
5. Under the Wheels – 3:23
6. The Town & Miss Lorraine – 2:39
7. Flores y Tamales – 2:47
8. Another Space – 3:55
9. Unconditional Waltz – 1:38
10. Girl in the Forest – 2:45
11. Eyes Wide Awake – 4:20
12. Dead in the Water – 2:37
13. Shortboard – 1:57
14. Thrown to the Wild – 4:47
15. Music Box – 2:55

## Formazione
- Joey Burns – voce, chitarra
- Scott Colberg – basso
- Sergio Mendoza – tastiera
- Jacob Valenzuela – cori, tromba
- Jairo Zavala – chitarra, cori
- Martin Wenk – batteria, tromba
- John Convertino – batteria
- Johnny Contreras – cori
- Evan Shelton – violoncello